# Olympia Dukakis

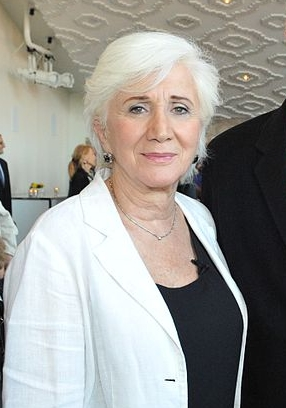
Olympia Dukakis (2011)

Olympia Mary Dukakis (ur. 20 czerwca 1931 w Lowell, zm. 1 maja 2021 w Nowym Jorku) – amerykańska aktorka pochodzenia greckiego. Laureatka Oscara dla najlepszej aktorki drugoplanowej za rolę w obrazie Wpływ księżyca (1987).

## Życiorys
Urodziła się w Lowell w stanie Massachusetts. Jej rodzicami byli Alexandra Christos i Constantine Dukakis, greccy imigranci. Miała brata, Apolla, jej kuzynem był Michael Dukakis, gubernator Massachusetts, kandydat Demokratów na prezydenta Stanów Zjednoczonych w wyborach w 1988 roku.
Znaczące role stworzyła m.in. w filmach: Stalowe magnolie (1989), Symfonia życia (1995), I kto to mówi (1989) i Wpływ księżyca (1987). Za rolę w tym ostatnim filmie otrzymała Oscara dla najlepszej aktorki drugoplanowej. Występowała również w spektaklach na Broadwayu.
Przez 55 lat (od 1962 do jego śmierci w styczniu 2018) była żoną aktora Louisa Zoricha, z którym miała trójkę dzieci.

## Filmografia
Filmy fabularne
- Lilith (1964) jako pacjentka
- Sztylet (1969) jako pani Amato
- John i Mary (1969) jako matka Johna
- Stworzeni dla siebie (1971) jako pani Panimba, matka Giggy’ego
- Siostry (1972) jako Louise Wilanski
- Życzenie śmierci (1974) jako policjantka w biurze
- Bogate dzieciaki (1979) jako prawnik
- Włóczęgi (1979) jako pani Capra, matka Joeya
- Wpływ księżyca (1987) jako Rose Castorini, matka Loretty
- Pracująca dziewczyna (1988) jako dyrektor personalny
- Tato (1989) jako Bette Tremont
- I kto to mówi (1989) jako Rosie
- Stalowe magnolie (1989) jako Clairee Belcher
- I kto to mówi 2 (1990) jako Rosie
- I kto to mówi 3 (1993) jako Rosie
- Stowarzyszenie wdów (1993) jako Doris Silverman
- Naga broń 33⅓: Ostateczna zniewaga (1994) – w roli samej siebie
- Kocham kłopoty (1994) jako Jeannie, sekretarka Petera
- Jeffrey (1995) jako pani Marcangelo
- Jej wysokość Afrodyta (1995) jako Jokasta
- Symfonia życia (1995) jako dyrektor Helen Jacobs
- Jerozolima (1996) jako pani Gordon
- Mąż idealny (1997) jako Rita Mosley
- Mafia! (1998) jako Sophia Cortino
- Joanna d’Arc (1999) jako matka Babette
- Bibliotekarz: Tajemnica włóczni (2004) jako Margie Carsen
- Moi starzy i ja (2005) jako Muriel Kleinman
- Nowy, lepszy świat (2005) jako Judy Hillerman
- Trzy igły (2005) jako Hilde
- Daleko od niej (2006) jako Marian
- Bibliotekarz II: Tajemnice kopalni króla Salomona (2006) jako Margie Carsen
- W świecie kobiet (2007) jako Phillis, babcia Cartera
- Świąteczny duch (2013) jako Gwen Hollander
- Ostatni strażnicy (2013) jako Rosemarie Carver
- Gierka (2014) jako YaYa
- Wielki kierowca (2014) jako Doreen
- Siedmiu chińskich braci (2015) jako babcia
- Infiltrator (2016) jako ciotka Vicky

Seriale TV
- Doktor Kildare (1961-66) jako Anna Nieves (gościnnie, 1962)
- McCall (1985-89) jako sędzia Paula G. Walsh (gościnnie, 1986)
- Sinatra (1992) jako Natalie „Dolly” Sinatra, matka Franka
- Miejskie opowieści (1993) jako Anna Madrigal
- Dotyk anioła (1994-2003) jako Clara (gościnnie, 1996)
- Więcej miejskich opowieści (1998) jako Anna Madrigal
- Dalsze miejskie opowieści (2001) jako Anna Madrigal
- Simpsonowie (od 1989) – Zelda (głos; gościnnie, 2002)
- Pępek świata (2004-05) jako Marge Barnett
- Wzór (2005-10) jako Charlotte Yates (gościnnie, 2006)
- Najgorszy tydzień (2008-09) jako June Clayton (gościnnie, 2008)
- Znudzony na śmierć (2009-11) jako Belinda (gościnnie w 4 odcinkach)
- Prawo i porządek: sekcja specjalna (od 1999) jako Debby Marsh (gościnnie, 2011)
- Opowieści z San Francisco (2019) jako Anna Madrigal

## Nagrody
- Nagroda Akademii Filmowej Najlepsza aktorka drugoplanowa: 1988 Wpływ księżyca
- Złoty Glob Najlepsza aktorka drugoplanowa: 1988 Wpływ księżyca
- Nagroda BAFTA Najlepsza aktorka drugoplanowa: 1989 Wpływ księżyca